# ディープボンド
ディープボンド（欧字名:Deep Bond、2017年2月18日 - ）は、日本の競走馬。主な勝ち鞍は2020年の京都新聞杯、2021年・2022年の阪神大賞典連覇、2021年のフォワ賞。
馬名の意味は「深い絆」（父名より連想）。総獲得賞金7億6781万5800円は、GI級競走未勝利馬としては史上最高額（2024年12月現在）。

## デビュー前

### 出生の背景・幼駒時代
祖母のモガミヒメは、残した産駒のほとんどが勝利を挙げている名繁殖牝馬で、初仔のビッグテンビーは新馬戦勝利など4戦1勝を記録。引退後、繁殖牝馬となり、2009年の高松宮記念（GI）、スプリンターズステークス（GI）制覇など重賞4勝を挙げたローレルゲレイロを産んでいる。そしてモガミヒメの9番仔として、後のディープボンドの母にあたるゼフィランサス（父:キングヘイロー）が誕生。現役時代は2011年の秋華賞に出走するなど、22戦3勝という成績を残して引退、繁殖牝馬となった。初年度は産駒に恵まれなかったが、2年目、3年目と出産し、共に競走馬デビューを果たしている。
4年目の種付けには、優秀なスピードを持つモガミヒメの牝系にスタミナを補充できる種牡馬を配合したいと考えており、さらに小柄なゼフィランサスに対してそれを補う馬格に恵まれた種牡馬が必要であったことから、キズナが選ばれ種付けされた。そして2017年2月18日、北海道新冠町の村田牧場にて後のディープボンド（ゼフィランサスの2017）が誕生する。幼少期は「ピリッとした面」があり、放牧地では負けん気が強かったという。育成が進むにつれて気性も大人になり、キズナ似の馬格、ゼフィランサス似の肉付きを獲得。2018年の北海道セレクションセールに上場され、前田幸治が1782万0000円で落札した。
| 体高 | 胸囲 | 管囲 |
| ---- | ---- | ---- |
| 157  | 174  | 20.9 |

その後前田晋二所有となり、栗東トレーニングセンターの大久保龍志調教師の下に預けられる。

## 戦績

### 2歳（2019年）
2019年10月13日、京都競馬場の新馬戦でデビューし、3着。続いて11月3日の未勝利戦で初勝利を挙げた。

### 3歳（2020年）
その後、条件戦に出走するものの勝利を挙げられず、1勝クラスの身ながら格上挑戦となる皐月賞（GI）に登録された。残り出走枠2を3頭で争う抽選の予定が、賞金上位馬が1頭回避することとなり、中1週の間隔で出走が実現、高松宮記念でのクリノガウディーの斜行により騎乗停止中の和田竜二に代わって横山典弘を背に出走して18番人気の10着に敗れた。
再び中2週という厳しいローテーションで、東京優駿（日本ダービー）の最後の前哨戦である京都新聞杯（GII）に出走。前走若葉ステークス（L）を無敗で勝利したアドマイヤビルゴが単勝オッズ1.4倍と断然の1番人気に推される中、10.7倍の4番人気に支持されていた。スタートからアドマイヤビルゴをマークしながら、中団5 - 6番手を追走。最後の直線に入り、残り200メートルで抜け出していたアドマイヤビルゴを、外からマンオブスピリットとともにかわして先頭に進出。ゴール線手前までマンオブスピリットとの競り合いを制し、クビ差離して入線し勝利。重賞初勝利、父キズナとともに京都新聞杯父子制覇を達成した。
賞金を加算したうえで、第87回東京優駿に、同じ前田晋二所有のコントレイル、晋二の兄である前田幸治所有のコルテジアのノースヒルズグループ2頭とともに参戦。道中4番手で進み、勝利したコントレイルに、0.9秒離された5着となった。
9月27日、菊花賞トライアル・神戸新聞杯に出走。コントレイルが単勝オッズ1.1倍と圧倒的な支持を集めた中でディープボンドは4番人気で出走したが、コントレイルから0.5秒離された4着に敗れた。レース後に和田が「3角で手ごたえが怪しくなった」と早くに失速したことを振り返ったが「距離が延びた方がいい」とも語り、大久保は菊花賞へ向かうことを明かした。距離を4ハロン延長した本番の菊花賞でもコントレイルの4着であった。

### 4歳（2021年）
4歳になった2021年初戦、中山金杯は14着と大敗する。しかし、次走の阪神大賞典は、道中は好位追走から直線入り口で先頭に立ってそのまま押し切り、2着ユーキャンスマイルに5馬身差をつけ快勝。重賞2勝目を飾った。続く天皇賞（春）では1番人気となったが、先に抜け出したカレンブーケドールを交わすも、勝ったワールドプレミアには及ばず2着に終わった。
同年秋はフォワ賞から凱旋門賞を予定しており、8月19日に日本を出国、韓国・仁川国際空港を経由して20日にドイツ・フランクフルト空港に到着、陸路で受け入れ先のフランス・シャンティイの清水裕夫厩舎に到着した。騎手にはクリスチャン・デムーロが選出された。同年のサンクルー大賞の勝ち馬・ブルーム、イスパーン賞の勝ち馬・スカレティのG1馬2頭が出走したフォワ賞では、好スタートからハナを奪うとそのまま軽快に逃げ、残り2ハロンでムチが入ると更に伸びを見せて2着のブルームに1馬身半差をつけて優勝した。このレースを制した日本調教馬は1999年エルコンドルパサー・2012年2013年に連覇したオルフェーヴルに続く史上3頭目。
10月3日にはクロノジェネシスと共に凱旋門賞へ出走。前走とは大きく違う馬場状態に苦しみ、前走のような逃げを打つことも、日本での競馬のような先行策を取ることもできず、優勝したトルカータータッソから43馬身半、13着のベイビーライダーからも30馬身離された最下位の14着に敗れた。
12月26日、有馬記念に出走。道中は息を潜めると、最終直線でハナを奪ったエフフォーリアを内から強襲し、一瞬は並ぶほどまで追い詰めたものの、最後は再び突き放され3/4馬身差の2着になった。鞍上の和田は「勝った馬が強かった」とコメントした。

### 5歳（2022年）
5歳になり、春のローテーションについて大久保龍志調教師は、阪神大賞典（3月20日）、天皇賞（春）（5月1日）、宝塚記念（6月26日）の3戦を予定していることを明かした。
3月20日、阪神大賞典に出走。単勝1.2倍の「断然1番人気」に推され、中団待機から大外を回って進出、直線では抜け出したアイアンバローズを捕らえ、3/4馬身差をつけて同レースの連覇を達成した。
5月1日、予定通り天皇賞（春）に出走。単勝2.1倍の1番人気に推された。8枠18番の大外枠からスタートし先団を追走、最後のコーナーで3番手につき、直線でテーオーロイヤルをかわしたが、タイトルホルダーに7馬身差をつけられての2着となった。鞍上の和田竜二は「向こう正面から手応えが厳しかった。それでも差し返したし力を見せたけど、勝ち馬（タイトルホルダー）にあの競馬をされてはね」とコメントした。
次走として凱旋門賞に直行すると表明した。鞍上を新たに川田将雅を迎え、凱旋門賞に出走したものの結果は14着に終わった。
日本に帰国したディープボンドは前年と同じく帰国初戦に有馬記念へ出走。天皇賞（春）の時と同じく8枠18番の大外枠からスタートし第4コーナー手前でタイトルホルダーを捕らえたもののイクイノックスらにかわされ8着に沈んだ。
2022年7月から8月にかけて行われた、『京都競馬場Presents アイドルホースオーディション2022』では、第3位を獲得した。

### 6歳（2023年）
明け6歳は、再び和田竜二を鞍上に3月19日に阪神競馬場で行われる阪神大賞典で始動し、4月30日に京都競馬場で行われる天皇賞・春を大目標にする。
ゴールドシップ以来の阪神大賞典3連覇に挑んだものの、5着に沈んだ。
次走の天皇賞（春）では道中5番手から3番手につき追走。直線で一時先頭に立ったが、外からジャスティンパレスにかわされ2馬身半差の2着となり、同一GIの3年連続2着という珍記録となった。またGI未勝利馬としての獲得賞金がキョウトシチーやナイスネイチャを超え過去最多となった。続く6月25日の第64回宝塚記念では好位中団から徐々に差を詰めてくるも伸びあぐねて5着に終わる。秋に入り、10月9日の京都大賞典に1番人気で出走。中団後方追走から直線で懸命に追い上げるもスローペースが響いて3着に敗れる。この後、11月26日の第43回ジャパンカップは10着、12月24日の第68回有馬記念はブービーの15着と大敗を喫して6歳シーズンを終えた。

### 7歳（2024年）
7歳となった2024年は4年連続で阪神大賞典から始動。道中好位の3番手でレースを進めるも直線で伸びを欠き7着に敗れる。幸英明と初コンビを組んだ4月28日の天皇賞(春)では道中2番手に位置する積極的なレースを展開し、最後の直線ではテーオーロイヤルとブローザホーンにかわされるも3着に粘った。その後、6月23日に行われた第65回宝塚記念では中団で脚を溜めるも直線で伸びあぐねて7着に終わる。
10月6日の京都大賞典では好位追走から最後の直線で一旦は先頭に立つも中団から追い込んできたシュヴァリエローズの末脚に屈し2着となる。そして、12月22日に行われた第69回有馬記念で13着と大敗したのを最後に現役を引退。12月25日付けでJRAの競走馬登録を抹消、京都競馬場で誘導馬となる予定である。

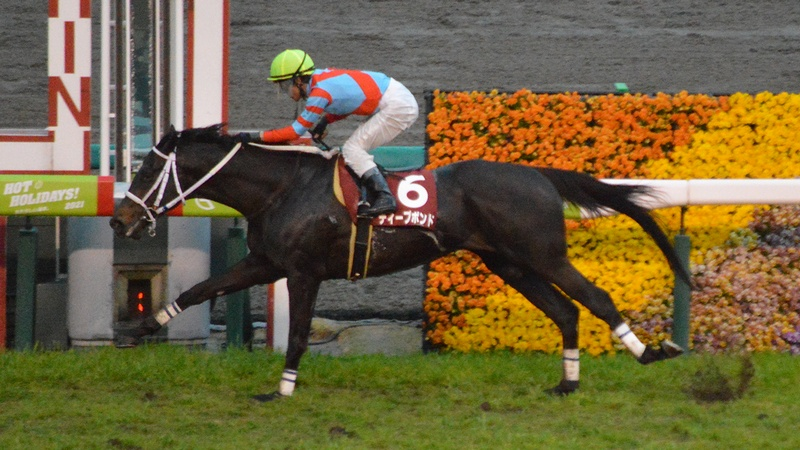
2021年阪神大賞典
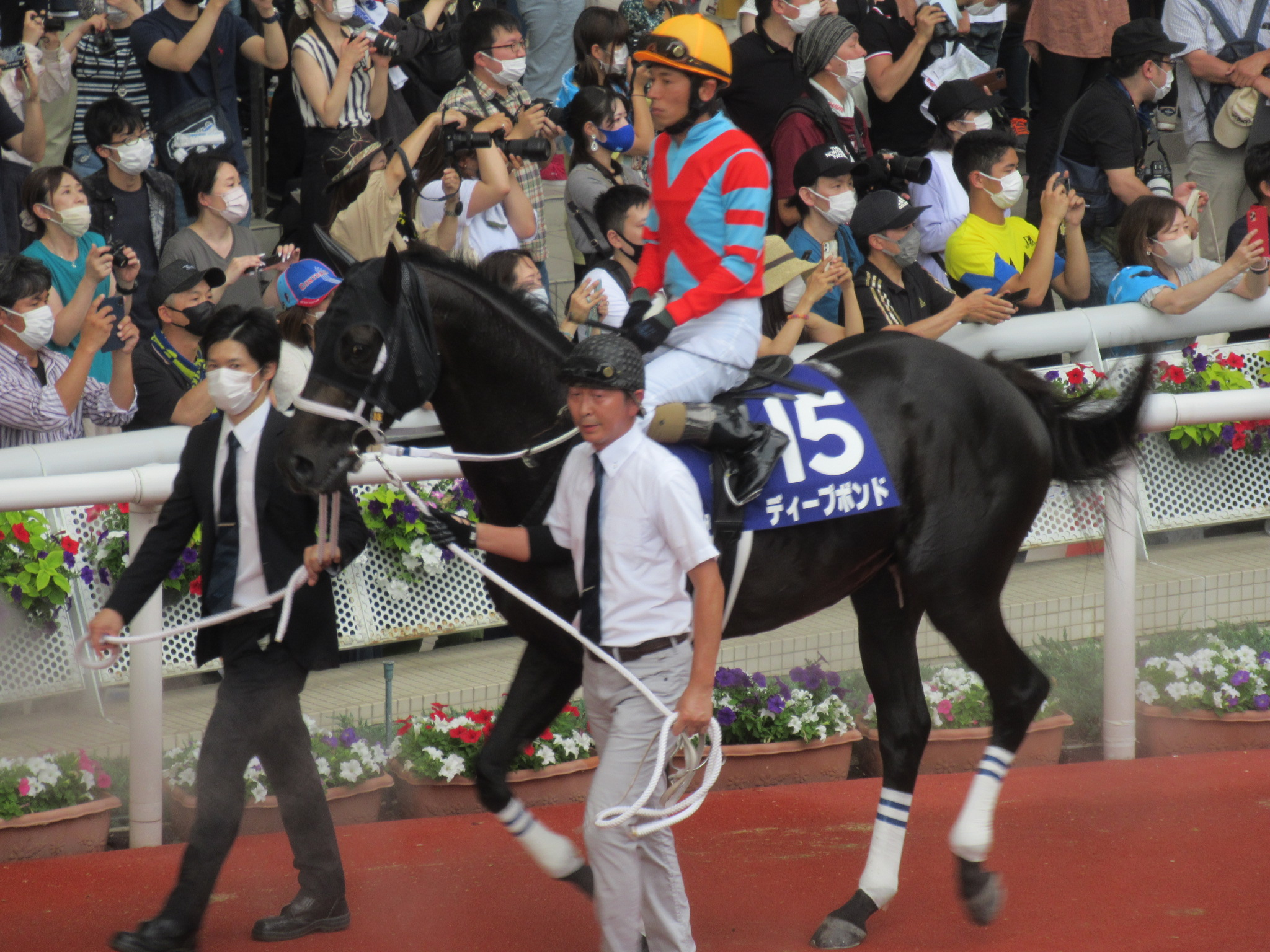
2022年宝塚記念

## エピソード
厩舎スタッフからは「ボンド」と呼ばれているが、ファンの一部界隈では「プボくん」と呼ばれており、人気を博している。
2025年5月3日に誘導馬としてデビュー。翌日に開催された天皇賞（春）にて誘導を務めた。

## 競走成績
以下の内容は、netkeiba.com、Racing PostおよびFrance Galopの情報に基づく。
| 競走日     | 競馬場         | 競走名       | 格   | 距離（馬場）  | 頭 数 | 枠 番 | 馬 番 | オッズ （人気） | 着順 | タイム （上り3F） | 着差  | 騎手            | 斤量 [kg] | 1着馬（2着馬）         | 馬体重 [kg] |
| ---------- | -------------- | ------------ | ---- | ------------- | ----- | ----- | ----- | --------------- | ---- | ----------------- | ----- | --------------- | --------- | ---------------------- | ----------- |
| 2019.10.13 | 京都           | 2歳新馬      |      | 芝2000m（重） | 15    | 8     | 14    | 009.60（4人）   | 03着 | 02:03.5（36.1）   | -0.4  | 0和田竜二       | 55        | キムケンドリーム       | 486         |
| 0000.11.03 | 京都           | 2歳未勝利    |      | 芝2000m（良） | 10    | 8     | 9     | 003.60（2人）   | 01着 | 02:01.1（35.0）   | -0.5  | 0和田竜二       | 55        | （アイアンバローズ）   | 490         |
| 2020.01.05 | 京都           | 福寿草特別   | 1勝  | 芝2000m（良） | 7     | 6     | 6     | 005.10（4人）   | 06着 | 02:04.9（36.2）   | -1.4  | 0和田竜二       | 56        | レクセランス           | 494         |
| 0000.04.04 | 阪神           | アザレア賞   | 1勝  | 芝2400m（良） | 8     | 3     | 3     | 012.70（4人）   | 02着 | 02:27.5（34.9）   | -0.1  | 0和田竜二       | 56        | フライライクバード     | 490         |
| 0000.04.19 | 中山           | 皐月賞       | GI   | 芝2000m（稍） | 18    | 3     | 6     | 360.9（18人）   | 10着 | 02:02.1（36.8）   | -1.4  | 0横山典弘       | 57        | コントレイル           | 484         |
| 0000.05.09 | 京都           | 京都新聞杯   | GII  | 芝2200m（良） | 13    | 5     | 6     | 010.70（4人）   | 01着 | 02:11.7（35.4）   | -0.0  | 0和田竜二       | 56        | （マンオブスピリット） | 482         |
| 0000.05.31 | 東京           | 東京優駿     | GI   | 芝2400m（良） | 18    | 7     | 13    | 061.60（8人）   | 05着 | 02:25.0（35.1）   | -0.9  | 0和田竜二       | 57        | コントレイル           | 484         |
| 0000.09.27 | 中京           | 神戸新聞杯   | GII  | 芝2200m（良） | 18    | 6     | 11    | 023.50（4人）   | 05着 | 02:13.0（36.4）   | -0.5  | 0和田竜二       | 56        | コントレイル           | 490         |
| 0000.10.25 | 京都           | 菊花賞       | GI   | 芝3000m（良） | 18    | 4     | 8     | 051.60（7人）   | 04着 | 03:06.2（36.1）   | -0.7  | 0和田竜二       | 57        | コントレイル           | 484         |
| 2021.01.05 | 中山           | 中山金杯     | GIII | 芝2000m（良） | 17    | 6     | 11    | 004.30（2人）   | 14着 | 02:02.0（35.4）   | -1.1  | 0和田竜二       | 56        | ヒシイグアス           | 492         |
| 0000.03.21 | 阪神           | 阪神大賞典   | GII  | 芝3000m（重） | 13    | 5     | 6     | 010.30（3人）   | 01着 | 03:07.3（36.9）   | -0.9  | 0和田竜二       | 56        | （ユーキャンスマイル） | 502         |
| 0000.05.02 | 阪神           | 天皇賞（春） | GI   | 芝3200m（良） | 17    | 6     | 12    | 003.60（1人）   | 02着 | 03:14.8（37.1）   | -0.1  | 0和田竜二       | 58        | ワールドプレミア       | 502         |
| 0000.09.12 | パリロンシャン | フォワ賞     | G2   | 芝2400m（Bo） | 6     | 4     | 2     | 012.00（5人）   | 01着 | R2:31.82（33.85） | -0.24 | 0C.デムーロ     | 58        | （Broome）             | 計不        |
| 0000.10.03 | パリロンシャン | 凱旋門賞     | G1   | 芝2400m（Co） | 14    | 5     | 2     | 018.00（6人）   | 14着 | R2:44.83（43.83） | -7.21 | 0M.バルザローナ | 59.5      | Torquator Tasso        | 計不        |
| 0000.12.26 | 中山           | 有馬記念     | GI   | 芝2500m（良） | 16    | 3     | 5     | 020.90（5人）   | 02着 | 02:32.1（36.1）   | -0.1  | 0和田竜二       | 57        | エフフォーリア         | 502         |
| 2022.03.20 | 阪神           | 阪神大賞典   | GII  | 芝3000m（良） | 13    | 7     | 11    | 001.20（1人）   | 01着 | 03:05.0（34.6）   | -0.1  | 0和田竜二       | 57        | （アイアンバローズ）   | 510         |
| 0000.05.01 | 阪神           | 天皇賞（春） | GI   | 芝3200m（稍） | 18    | 8     | 18    | 002.10（1人）   | 02着 | R3:17.3（37.1）   | -1.1  | 0和田竜二       | 58        | タイトルホルダー       | 504         |
| 0000.06.26 | 阪神           | 宝塚記念     | GI   | 芝2200m（良） | 17    | 7     | 15    | 005.60（3人）   | 04着 | R2:10.3（36.6）   | -0.6  | 0和田竜二       | 58        | タイトルホルダー       | 502         |
| 0000.10.02 | パリロンシャン | 凱旋門賞     | G1   | 芝2400m（TS） | 20    | 5     | 6     | 046.0（14人）   | 18着 | 02:42.88（46.72） | -7.17 | 0川田将雅       | 59.5      | Alpinista              | 計不        |
| 0000.12.25 | 中山           | 有馬記念     | GI   | 芝2500m（良） | 16    | 8     | 16    | 037.30（8人）   | 08着 | R2:33.6（36.8）   | -1.2  | 0川田将雅       | 57        | イクイノックス         | 504         |
| 2023.03.19 | 阪神           | 阪神大賞典   | GII  | 芝3000m（良） | 14    | 8     | 13    | 005.10（3人）   | 05着 | R3:06.6（34.7）   | -0.5  | 0和田竜二       | 58        | ジャスティンパレス     | 514         |
| 0000.04.30 | 京都           | 天皇賞（春） | GI   | 芝3200m（稍） | 17    | 4     | 7     | 022.50（5人）   | 02着 | R3:16.5（35.6）   | -0.4  | 0和田竜二       | 58        | ジャスティンパレス     | 504         |
| 0000.06.25 | 阪神           | 宝塚記念     | GI   | 芝2200m（良） | 17    | 5     | 10    | 016.60（5人）   | 05着 | R2:11.6（35.5）   | -0.4  | 0和田竜二       | 58        | イクイノックス         | 502         |
| 0000.10.09 | 京都           | 京都大賞典   | GII  | 芝2400m（重） | 14    | 3     | 4     | 004.00（1人）   | 03着 | R2:25.4（35.1）   | -0.1  | 0和田竜二       | 57        | プラダリア             | 508         |
| 0000.11.26 | 東京           | ジャパンC    | GI   | 芝2400m（良） | 18    | 7     | 14    | 083.80（8人）   | 10着 | R2:23.6（34.7）   | -1.8  | 0和田竜二       | 58        | イクイノックス         | 494         |
| 0000.12.24 | 中山           | 有馬記念     | GI   | 芝2500m（良） | 16    | 3     | 6     | 047.40（9人）   | 15着 | R2:32.4（35.6）   | -1.5  | 0T.マーカンド   | 58        | ドウデュース           | 500         |
| 2024.03.17 | 阪神           | 阪神大賞典   | GII  | 芝3000m（稍） | 15    | 7     | 12    | 009.00（5人）   | 07着 | R3:08.1（36.1）   | -1.3  | 0岩田望来       | 57        | テーオーロイヤル       | 510         |
| 0000.04.28 | 京都           | 天皇賞（春） | GI   | 芝3200m（良） | 17    | 3     | 6     | 027.50（6人）   | 03着 | 03:14.6（35.6）   | -0.4  | 0幸英明         | 58        | テーオーロイヤル       | 508         |
| 0000.06.23 | 京都           | 宝塚記念     | GI   | 芝2200m（重） | 13    | 4     | 5     | 025.40（8人）   | 07着 | R2:12.9（35.2）   | -0.9  | 0幸英明         | 58        | ブローザホーン         | 508         |
| 0000.10.06 | 京都           | 京都大賞典   | GII  | 芝2400m（良） | 11    | 6     | 7     | 009.90（4人）   | 02着 | R2:22.9（34.8）   | -0.0  | 0幸英明         | 57        | シュヴァリエローズ     | 516         |
| 0000.12.22 | 中山           | 有馬記念     | GI   | 芝2500m（良） | 15    | 5     | 9     | 049.7（12人）   | 13着 | R2:33.3（36.7）   | -1.5  | 0幸英明         | 58        | レガレイラ             | 502         |

- 海外の競走の「枠番」欄はゲート番を記載
- 海外のオッズ・人気は現地主催者発表のもの（日本式のオッズ表記とした）

## 血統表
| ディープボンドの血統        | ディープボンドの血統                       | ディープボンドの血統                       | （血統表の出典）                           | （血統表の出典） |
| 父系                        | サンデーサイレンス系（ヘイロー系）         | サンデーサイレンス系（ヘイロー系）         | サンデーサイレンス系（ヘイロー系）         | [ § 2 ]          |
| 父 キズナ 2010 青鹿毛       | 父の父ディープインパクト 2002 鹿毛         | *サンデーサイレンス                        | Halo                                       | Halo             |
| 父 キズナ 2010 青鹿毛       | 父の父ディープインパクト 2002 鹿毛         | *サンデーサイレンス                        | Wishing Well                               |                  |
| 父 キズナ 2010 青鹿毛       | 父の父ディープインパクト 2002 鹿毛         | *ウインドインハーヘア                      | Alzao                                      | Alzao            |
| 父 キズナ 2010 青鹿毛       | 父の父ディープインパクト 2002 鹿毛         | *ウインドインハーヘア                      | Burghclere                                 |                  |
| 父 キズナ 2010 青鹿毛       | 父の母*キャットクイル Catequil 1990 鹿毛   | Storm Cat                                  | Storm Bird                                 | Storm Bird       |
| 父 キズナ 2010 青鹿毛       | 父の母*キャットクイル Catequil 1990 鹿毛   | Storm Cat                                  | Terlingua                                  |                  |
| 父 キズナ 2010 青鹿毛       | 父の母*キャットクイル Catequil 1990 鹿毛   | Pacific Princess                           | Damascus                                   | Damascus         |
| 父 キズナ 2010 青鹿毛       | 父の母*キャットクイル Catequil 1990 鹿毛   | Pacific Princess                           | Fiji                                       |                  |
| 母 ゼフィランサス 2008 青毛 | 母の父キングヘイロー 1995 鹿毛             | *ダンシングブレーヴ                        | Lyphard                                    | Lyphard          |
| 母 ゼフィランサス 2008 青毛 | 母の父キングヘイロー 1995 鹿毛             | *ダンシングブレーヴ                        | Navajo Princess                            |                  |
| 母 ゼフィランサス 2008 青毛 | 母の父キングヘイロー 1995 鹿毛             | *グッバイヘイロー                          | Halo                                       | Halo             |
| 母 ゼフィランサス 2008 青毛 | 母の父キングヘイロー 1995 鹿毛             | *グッバイヘイロー                          | Pound Foolish                              |                  |
| 母 ゼフィランサス 2008 青毛 | 母の母モガミヒメ 1992 黒鹿毛               | *カコイーシーズ                            | Alydar                                     | Alydar           |
| 母 ゼフィランサス 2008 青毛 | 母の母モガミヒメ 1992 黒鹿毛               | *カコイーシーズ                            | Careless Notion                            |                  |
| 母 ゼフィランサス 2008 青毛 | 母の母モガミヒメ 1992 黒鹿毛               | モガミポイント                             | マルゼンスキー                             | マルゼンスキー   |
| 母 ゼフィランサス 2008 青毛 | 母の母モガミヒメ 1992 黒鹿毛               | モガミポイント                             | ポイントメーカー                           |                  |
| 母系(F-No.)                 | セレタ系(FN:1-b)                           | セレタ系(FN:1-b)                           | セレタ系(FN:1-b)                           | [ § 3 ]          |
| 5代内の近親交配             | Halo 4×4、Lyphard 5×4、Northern Dancer 5×5 | Halo 4×4、Lyphard 5×4、Northern Dancer 5×5 | Halo 4×4、Lyphard 5×4、Northern Dancer 5×5 | [ § 4 ]          |
| 出典                        | 1. 2. 3. 4.                                | 1. 2. 3. 4.                                | 1. 2. 3. 4.                                | 1. 2. 3. 4.      |

- 7代母英月（競走馬名テツバンザイ）は1941年阪神優駿牝馬優勝馬。
- 5代母クリヒデは1962年の天皇賞（秋）優勝馬。
- 伯母ビッグテンビーの産駒に2009年高松宮記念とスプリンターズステークスを勝ったローレルゲレイロ、孫に2024年札幌記念など重賞3勝のノースブリッジがいる。
- 6代母ケンタツキーから延びる牝系にはニシノライデン、ダイタクヤマト、カツアールなどの活躍馬がいる。